# العرفة
تعرف شمال غرب الجزائر عدة ألوان من الفلكلور تقدمها فرق ورثت هذه الفنون عن طريق التواتر الشفهي ومازلت تحتفظ به. تتميز ب«الكلال» «الزامر»، «القصبة» وأحيانا «الغايطة» وكلها مفردات محلية لآلات موسيقية، العرفة والشيوخ والبّرديا رموز لثقافة الفن الاصيل بالجهة. تطورت هذه الفنون في بيئة سيطر عليها عرب هلال وقبائل زناتة.

## رقصة انهاري
رقصة انهاري (نسبة لأولاد انهار) تتشابه مع رقصة» المنكوشي«التي تنتمي لبني منكوش قرب تافوغالت برسلان، ورقصة» الركادة«نسبة إلى البلدة القريبة من مدينة بركان. وكلها رقصات تستعمل نفس الوسائل السابق ذكرها (البنادق، العصي) التي ترمز للتهييء للقتال، منظمة لبعض مظاهر العنف والقوة، وبذلك لإمكان فيها للمرأة على الإطلاق. ولأنها رقصات تتسم بطابع الرجولة تولدت بطبعها من قسوة الطبيعة، لكل رقصة سماتها لكن كل واحدة تجسد المنطقة التي تنتمي إليها. وقد وجد كل هذا التراث في وسط البوادي بالمنطقة الشرقية.

## مجموعة العرفة
ويعتقد البعض أن اسم العرفة نسبة ال عائلة العريف بسوق الثلاثاء بمسيردة ولاية تلمسان بالجزائر. وهدا الفلكلور منتشر خاصة في المناطق الحدودية الجزائرية المغربية خاصة مسيردة الجزائرية ووجدة المغربية.
هي مجموعة لايمكن لأي فرد بالمغرب الشرقي وخاصة بوجدة أن يغض النظر عنها، أولا يراها في أية مناسبة، ذلك أنها حاضرة في كل المناسبات سواء الوطنية أو الدينية أو الموسمية، أي الخاصة بـ الوعدة والناس هنا لايستدعون للمشاهدة، بل يحضرون بدون استدعاء، وذلك مثلا خلال أفراح الاعراس أو الختان أو العقيقة. وهي مجموعة مستقرة بعاصمة المغرب الشرقي ببني يزناسن وخاصة أحفير تم بركان، مجموعة متكونة من أفراد متحدين في أزيائهم وفي حركاتهم وتحركاتهم ورقصاتهم. يرتدون عباءاتهم البيضاء الفضفاضة، التي تسهل عليهم القفز والرقص واللعب ذات اليمين وذات الشمال بسهولة، كما يحملون عمامات توضع فوق رؤوسهم، وخيط أحمر مبروم تنتهي أهدابه بسلاح»الفردية«أو الخنجر، وهي علامة قوة المواطن بالناحية.
أما الالات الموسيقية لهذه المجموعة فتتمثل في» الزَّامَر«وهي آلة يلعب بها رئيس الفرقة، وهي مكونة من نايين مصنوعين من قرون الماعز أحيانا.
رقصات المجموعة الموحدة، عند» العرفة«فهي رقصة خفيفة، تنظم داخل دائرة غير مغلقة، حيث يلاحظ الراقصون بتمعن رئيسهم الذي من الواجب الاستماع اليه وتنفيذ أوامره، انها رقصة الأرجل، تتمثل في حركات خفيفة سريعة، حيث يكون جسد الراقص يندفع إلى الأمام بحركات واهتزازات للكتفين والصدر، بشكل خفيف، مما يعطيه سمة عجيبة بدون منازع. العلاوي/ هذه رقصة ماهرة، يتقنها أبناء المنطقة خاصة بالأرياف، وهي رقصة تجلب خصوصياتها وأصالتها من وسط قبيلة بني يعلي (جرادة)، رقصة معروفة عند جهات أخرى بالمنطقة، إلا أنه عند» العرفة«تمتاز بالزي الموحد والالات الموسيقية التي يطغى عليها عدد» البنادير«هذا ومن جهة أخرى، فإن مهمة العرفة لاتقتصر على الرقصات فحسب ولكن على الاغاني كذلك.

## الشيوخ
تتكون من فرق كثيرة داخل وخارج المدينة، البعض منهم يلعب بالناي أو» الكمبة«والاخر يلعب ب» الغايطة«اما أفراد المجموعة فينقسمون إلى فئات/ الفئة الأولى تلعب على» الكمبة«والأخرى» البندير«وأخرى» الكلال«وهي وسيلة فلكلورية تشبه إلى حدما» الدربوكة «إلا أن الأولى أطول من الثانية، تحدث صوتا يمتاز عن صوت» البندير «.

## البارديا
هم أصحاب المواسم «الوعدة» أو أعراس الاصالة، وهي مجموعة فلكلورية محلية، تمتاز بها المنطقة، أسلوبها الفروسية، وتتكون من عدة أفراد، واسمها مشتق من نوع الحركات التي تقوم بها مثل اللعب بالسلاح وإطلاق «البارود» والراقصون بها يحملون أسلحة نارية مثل» بوحبة«خلال مدة الرقصة والتي تطول أحيانا مدة ساعتين، وهم هؤلاء الذين يرقصون على الأرجل، أما ممتطوا الخيول فرقصتهم معروفة باسم «التبوريدة». وأفراد المجموعة يوجدون في وضعية منظمة، فتراهم مصطفين في صفين متوازيين، وذلك داخل نظام شبه عسكري، بأزياء تشبه إلى حد ما أزياء مجموعة «العرفة».

## لعلاوي
ترجع تسمية «العلاوي» إلى قبيلة بني يعلا المنتشرة بين الجهة الشرقية للمغرب والمناطق الغربية من الجزائر، نفس الشيء ينطبق على تسميات رقصات النهاري والمنقوشي، كلها ترجع إلى تسمية قبائل المنطقة. تؤدى هذه الرقصة بلباس أبيض مزين بخيوط الحرير وغمد المسدس، لتشبه بذلك الزي العسكري القديم. ويوشّح لباس الراقصين المكون من عباءة بيضاء أو صفراء بـ«الحمايل»، وهي عبارة عن خيوط من الحرير حمراء ومزركشة، تدل على دماء الحرب، وتحمل في جزئها السفلي غمد مسدس يدوي تقليدي للزينة.
أما تقنيات لعلاوي رقصة الحساب، والذي مثله مثل انهاري والمسرح والصف والمنكوشي فهي تقنيات موحدة إلا أنها تختلف من حيث الحساب، وهي السبايسية، العريشيا، الخميسيا، البُنت أو الصقلا. أما السبايسيا (وأصلها من الصبايحية) فهي ثلاث ضربات متتابعة بالرجل اليمنى في الغالب، والعريشا هي الأخرى 3 ضربات متفرقة بالرجل. والخميسا هي 5 ضربات متتالية بالرجل والبُنت أو الصقلا ضربة واحدة، يمكن ان تتوقف أو تبدأ من جديد الرقصة. والحركات المرافقة هي حركات الكتف التي تعبر عن شجاعة الرجل، لأن رقص المرأة يتميز كثيرا عن رقص الرجل، والمرأة تلعب بالنهار، أما الرجل فحتى أثناء الليل.
وتتخصص النساء بالزغاريد في اللعبة، دائما خلف الانظار وفي مكان خاص بهم، والزغاريد تعبير المرأة على تشجيع الرجل الذي غالبا مايكون زوجها، ولايمكن للمرأة أن تزغرد على جماعة تلعب الفلكلور إلا إذا تواجد وسطها فرد من أقربائها أو زوجها، وعن الرقصة فإن الشيخ الذي يريد القيام بها يكون مجبرا على أداء ثمنها كي يساعد ذلك الشيخ الذي يوفر له الجو المناسب، ويعاقب الذي يخطئ في الميزان أو الإيقاع بضربة عصا من الراقص الذي أدى ثمن رقصته، وتختم اللعبة بما يسمى في قاموس الفلكلور الشرقي»اللغطة«واللغطة هي تعبير الرجل على انتصاره، وهي عبارة عن نداء يردده وتردده الجبال بعده.

## وصلات خارجية
- رقصة لعلاوي على يوتيوب
- لمهياوي على يوتيوب
- اللغط على يوتيوب
- تبوريدة على يوتيوب